# 唐午园
唐午园（？—1966年6月24日），四川万县人，中国政治人物，曾任武汉市人民政府副市长，中国民主促进会中央委员会常务委员，第二届全国人大代表，第二届全国政协委员。